# Tim De Zarn
Tim De Zarn (Cincinnati, 11 juli 1952) is een Amerikaans acteur.

## Biografie
De Zarn doorliep de high school aan de Archbishop McNicholas High School in zijn geboorteplaats Cincinnati. Hij woont nu met zijn vrouw en dochter in Los Angeles, hij had ook een zoon die overleed in 2007 bij een auto-ongeluk.

## Filmografie

### Films
Selectie:
- 2020 The Call of the Wild - als Hermit Fisherman
- 2018 The Ballad of Buster Scruggs - als boos kijkende kaartspeler
- 2012 The Cabin in the Woods – als Mordecai
- 2008 Untraceable – als Herbert Miller
- 2007 Die Hard 4.0 – als politie sergeant
- 2006 The Texas Chainsaw Massacre: The Beginning– als supervisor
- 2002 Spider-Man – als Philip Watson
- 2000 Gone in 60 Seconds – als man met shotgun
- 1999 Fight Club – als inspecteur Bird
- 1997 Steel – als leider van skinheads
- 1996 Precious Find – als Freddie de albinoman
- 1991 Ricochet – als skinhead

### Televisieseries
Selectie:
- 2019-2020 Truth Be Told - als Kuvney - 4 afl.
- 2017 Seven Bucks Digital Studios - als Johnelway - 5 afl.
- 2010 The Last 10 Seconds of Lost – als Locke – 3 afl.
- 2004-2006 Deadwood – als stedeling – 5 afl.
- 1995-1996 ER – als mr. Krawczyk – 2 afl.
- 1993-1995 Dr. Quinn, Medicine Woman – als sergeant – 6 afl.
- 1995 NYPD Blue – als George Putnam – 3 afl.

### Computerspellen
- 2010 Command & Conquer 4: Tiberian Twilight – als generaal Riggs
- 1996 Spycraft: The Great Game – als Thomas Phillips